# Coro Lírico Municipal de São Paulo
O Coro Lírico Municipal de São Paulo, muitas vezes chamado de Coral Lírico do Theatro Municipal, é um coro existente na cidade de São Paulo é um dos corpos artísticos do Theatro Municipal de São Paulo.
Atualmente sob regência do maestro argentino Hernan Sanchez Arteaga, o grupo é formado por 88 cantores de sólida formação musical e que regularmente se apresentam como solistas nos principais teatros do país. Atua na programação lírica do Theatro Municipal principalmente junto com a Orquestra Sinfônica Municipal de São Paulo e com solistas convidados. Dependendo da ópera ou do concerto, atuam também junto com o coro o Balé da Cidade de São Paulo, o Coral Paulistano Mário de Andrade e a Orquestra Experimental de Repertório.

## História
Até o início do século XX, as óperas que eram encenadas no Theatro Municipal de São Paulo eram produções completamente estrangeiras, pois o teatro não contava com coros e instrumentistas próprios. Com o objetivo de atuar nas montagens operísticas das temporadas do Theatro Municipal, o coro foi fundado em 1939 e estreou no dia 13 de junho com a ópera Turandot. Seu primeiro diretor o regente Fidélio Finzi.
Sisto Mechetti assumiu o cargo de regente titular do grupo em 1947, porém o coro só foi oficializado em 1951. Desde então já foi dirigido por importantes maestros como Tullio Serafin, Olivero De Fabritis, Eleazar de Carvalho, Armando Belardi, Francisco Mignone, Heitor Villa-Lobos, Roberto Schnorrenberg, Marcello Mechetti, Fabio Mechetti, Mário Zaccaro,Bruno Greco Facio, e maestra Erika Hindrikson.
Durante sua trajetória o grupo recebeu os prêmios de Melhor Conjunto Coral de 1996, pela Associação Paulista de Críticos de Arte, e o Prêmio Carlos Gomes de 1997 na categoria Ópera. Ambas as premiações ocorreram quando Mário Zaccaro estava à frente do grupo.
Em 2013 o maestro John Neschling, então diretor artístico do Theatro Municipal, chegou a propor a fusão do Coral Lírico com o Coral Paulistano, outro corpo artístico do teatro dedicado a interpretar principalmente o repertório erudito brasileiro. A proposta visava direcionar o teatro para as apresentações de ópera, porém gerou repercussão negativa dada as diferenças estilisticas da natureza de cada corpo estavel, e o projeto de fusão dos grupos não foi adiante. Após o episódio, o Coral Paulistano foi rebatizado e passou a se chamar-se Coral Paulistano Mário de Andrade.
Também em 2013 o maestro Mário Zaccaro, após quase duas décadas de trabalhos à frente do coral, foi afastado do cargo de regente titular e Bruno Greco Facio assumiu a direção do grupo. Em janeiro de 2017, Zaccaro reassumiu sua função até 2024, sendo interinamente substituido por sua regente assistente, a maestra Erika Hindrikson que atuou até a seleção regimental de seu atual maestro, Hernan Sanchez Arteaga